# Осчук
Осчук (исп. Oxchuc) — посёлок в Мексике, штат Чьяпас, входит в состав одноимённого муниципалитета и является его административным центром. Численность населения, по данным переписи 2020 года, составила 10 356 человек.

## Общие сведения
Название Oxchuc с языка цельталь можно перевести как — три узла.
Поселение было основано в 1528 году испанскими колонистами, для ассимиляции разрозненных племён народа цельтали. Доминиканские монахи, занимавшиеся евангелизацией местного населения, дали ему название Санто-Доминго-Осчук.
Местные жители участвовали в восстании коренных народов 1712 года.